# Marcetia lanuginosa
Marcetia lanuginosa är en tvåhjärtbladig växtart som beskrevs av John Julius Wurdack. Marcetia lanuginosa ingår i släktet Marcetia och familjen Melastomataceae. Inga underarter finns listade i Catalogue of Life.